# Zinnia

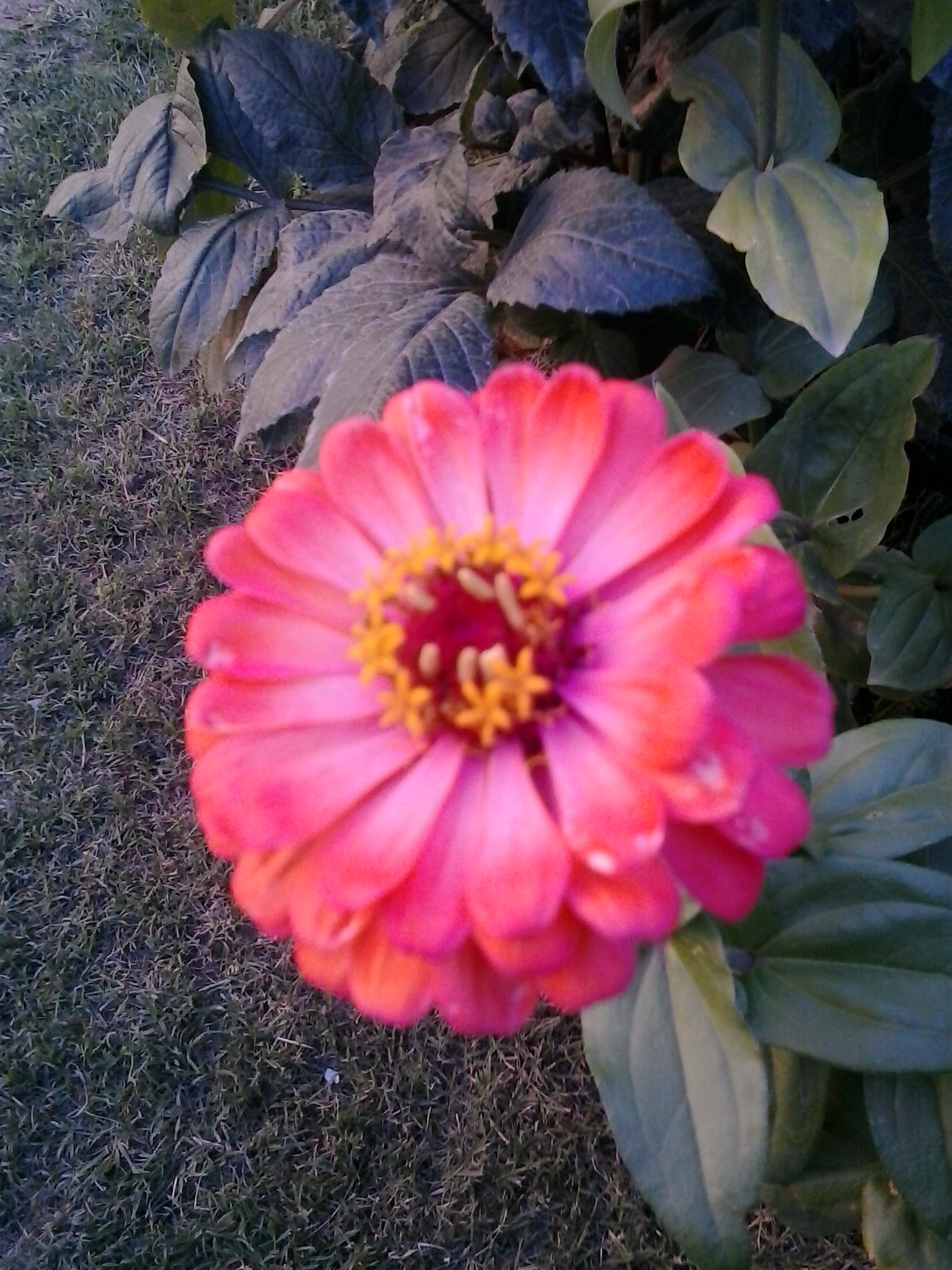

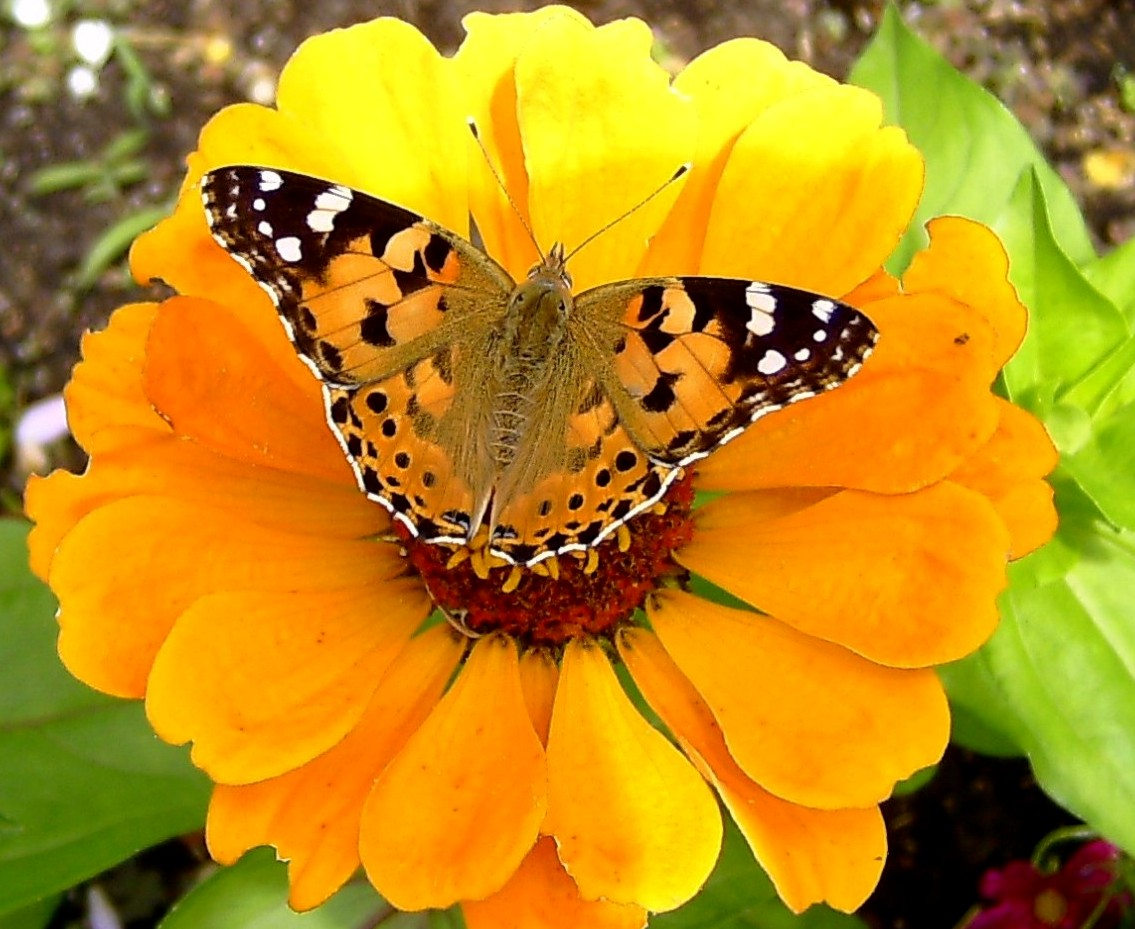
Vanessa cardui en Zinnia elegans

Zinnia, cuyo nombre común es cinia, es un género  de plantas anuales y perennes de la familia Asteraceae, notable por sus flores solitarias que vienen en una variedad de colores brillantes, originalmente de praderas secas de un área que se extiende del sudoeste norteamericano hasta América del Sur. En México se le conoce  el nombre de guadalajara;[cita requerida] y en Costa Rica como flor de San Rafael.
En 2016, se cultivó y floreció en la Estación Espacial Internacional y se publicitó como la primera planta florecida en el espacio, si bien décadas antes (en 1982) los astronautas rusos ya habían hecho florecer un ejemplar de Arabidopsis.

## Descripción
Hojas opuestas, sésiles, aovadas y enteras.  capítulos terminales, solitarios de color dorado anaranjado o violáceo. Muy apreciada en floricultura porque la flor se conserva casi un mes después de ser cortada.
Comprende 70 especies descritas y de estas, solo 22 aceptadas.

## Taxonomía
El género fue descrito por Carlos Linneo y publicado en Systema Naturae, Editio Decima 2: 1189, 1221, 1377. 1759. La especie tipo es Chrysogonum peruvianum L. 	= Zinnia peruviana (L.) L.

## Plantación
Se plantan directamente por semilla en su lugar definitivo. Se pueden sembrar semillas de Zinnia en la superficie y luego agregar solo una pequeña capa de tierra para que las semillas no estén directamente expuestas a la luz solar. Es importante una buena iluminación solar y buena aireación para prevenir la aparición del mildiu. El exceso de humedad o de riego la dañan. Es una flor muy vistosa que agrada tanto a los plantadores como al público.
Esta flor atrae a mariposas (papilionáceas) y muchos jardineros las plantan para atraer a estas mariposas. Son plantas con atractivo económico para los viveros debido a su fácil cultivo que además se puede llevar a cabo en cualquier época del año. Destacan, por su potencial, Zinnia elegans (Jacq) y Zinnia violacea, debido a la diversidad de colores, pétalos y el tamaño de las flores. Una propiedad importante de la cinia es su largo periodo de floración, y al hecho de que una vez cortada, las yemas de la base vuelven a echar flor y a formar nuevos ramos.

## Etimología
Zinnia: nombre genérico que fue otorgado en honor del botánico Johann Gottfried Zinn.

## Especies aceptadas
A continuación se brinda un listado de las especies del género Zinnia aceptadas hasta julio de 2012, ordenadas alfabéticamente. Para cada una se indica el nombre binomial seguido del autor, abreviado según las convenciones y usos.
- Zinnia acerosa (DC.) A.Gray
- Zinnia americana (Mill.) Olorode & A.M.Torres
- Zinnia angustifolia Kunth
- Zinnia anomala A.Gray
- Zinnia bicolor (DC.) Hemsl.
- Zinnia citrea A.M.Torres
- Zinnia elegans Jacq.
- Zinnia flavicoma (DC.) Olorode & Torres
- Zinnia grandiflora Nutt.
- Zinnia haageana Regel
- Zinnia hybrida
- Zinnia juniperifolia (DC.) A.Gray
- Zinnia maritima Kunth
- Zinnia microglossa (DC.) McVaugh
- Zinnia oligantha I.M.Johnst.
- Zinnia peruviana (L.) L.
- Zinnia pumila A.Gray
- Zinnia purpusii Brandegee
- Zinnia tenuis (S.Watson) Strother
- Zinnia venusta (A.M.Torres) Olorode & A.M.Torres
- Zinnia violacea Cav.
- Zinnia zinnioides (Kunth) Olorode & Torres